# Donna con pappagallo (Manet)
Donna con il pappagallo (La Femme au perroquet) è un dipinto a olio su tela (185,1×128,6 cm) del pittore francese Édouard Manet, realizzato nel 1866 e conservato al Metropolitan Museum of Art di New York.

## Storia
Il quadro venne acquistato dai noti collezionisti impressionisti Henri ed Albert Hecht

## Descrizione

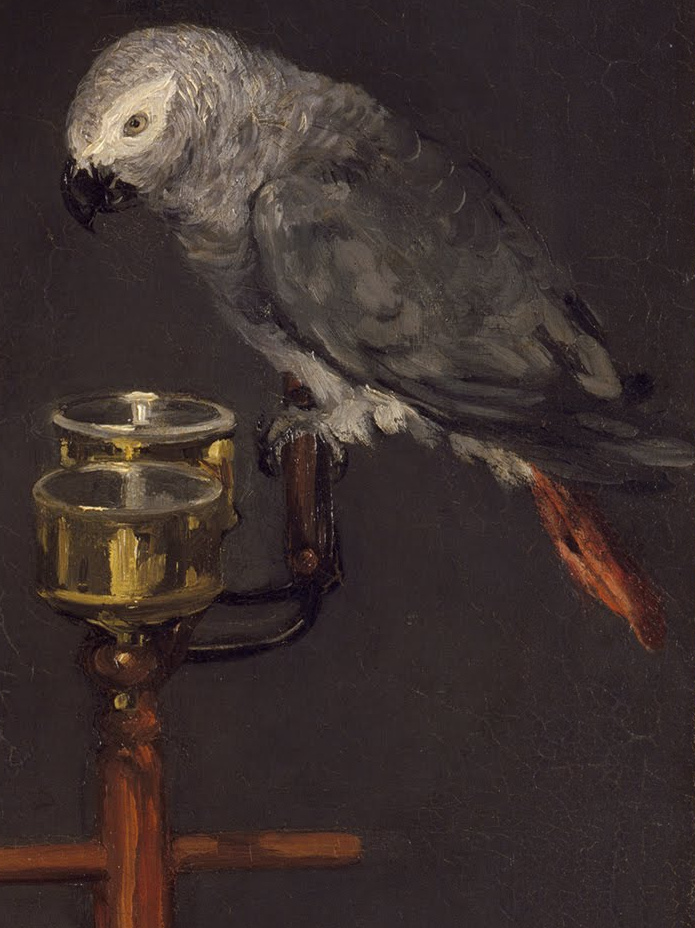
Donna con pappagallo, dettaglio del volatile

L'opera, presentata all'esposizione personale del 1867, fu inviata al Salon del 1868. Si tratta di una figura singola in piedi, ben distante dunque dal potenziale scandalistico della Colazione sull'erba e dell'Olympia. Nonostante la mossa pacificatrice, era ormai lo stesso nome di Manet a suscitare l'orrore dei critici, che si scatenarono e riempirono la Donna con pappagallo di vituperi: la testa venne ritenuta «piatta e brutta», e anche il dialogo cromatico tra il rosa della pelle e della veste fu bocciato. Théophile Gautier criticò molto la scarsa aderenza del quadro ai convenzionalismi accademici, e affermò sprezzante: «Quando in una tela non c'è né composizione, né dramma, né poesia, l'esecuzione deve essere perfetta, e non è questo il caso».
In Donna con il pappagallo Manet elimina ogni dettaglio superfluo e si concentra sulla figura della donna (a posare è Victorine Meurent), che si staglia su uno sfondo piatto, ottemperando così a un linguaggio audacemente semplificato. Oltre al dato stilistico, quello che più colpisce in questo dipinto è la delicata sinfonia dei colori. Il raffinato impasto rosa perlaceo della vestaglia, a sua volta striato da alcune venature grigie, è reso ancora più lucente dallo stacco cromatico tra il nero della punta della scarpa, il lilla del nastro dei capelli e il bianco dei polsi. Il fondo monocromo che dalla periferia superiore del dipinto passa gradualmente a toni più chiari si riflette, con alcune leggere variazioni, nel piumaggio del pappagallo cenerino (Psittacus erithacus). Una terza nota cromatica viene infine aggiunta dal giallo del basamento del trespolo, ripreso e variato nel tremulo riflesso del bicchiere del volatile e nel limone sbucciato in fondo.